# 金黃鼠耳蝠
金黃鼠耳蝠（學名：[Myotis formosus flavus] 错误：{{Lang}}：文本有斜体标记（帮助）），俗稱黃金蝙蝠、倒吊蓮或倒吊鈴，屬於蝙蝠科鼠耳蝠屬，是緋鼠耳蝠（Myotis formosus）的一個亞種，但有時也被認為是一個獨立的物種，模式產地位於現今的苗栗苑裡。金黃鼠耳蝠體重10至20公克，體長5至6.4公分，分布於臺灣全島中低海拔地區，其中以中南部的雲林、嘉義與臺南一帶最為常見，另在中國江西亦曾有發現紀錄。

## 辨識特徵
金黃鼠耳蝠是中型的食蟲性蝙蝠，體型略大於其他的緋鼠耳蝠亞種。頭軀幹長5至6.4公分，尾長4.6至5.1公分，前臂長4.5至5.5公分，翼展長約31公分，體重10.2至20公克。全身毛色大致為黃色、黃褐色或淺棕色，腹部毛色較暗。翼膜紫褐色，靠近指骨處則呈黃橙色，兩處顏色的分界非常明顯，拇指和後足呈棕色，部分個體的耳殼邊緣略呈深褐色。本亞種亦常和赤黑鼠耳蝠（Myotis rufiger，又名渡瀨氏鼠耳蝠）混淆，兩者體型差異不大，但赤黑鼠耳蝠毛色較深而偏紅棕色，且耳殼上緣、鼻孔周圍、指部、尾部與毛髮末端皆為黑色；此外，臺灣的赤黑鼠耳蝠族群主要棲息於中海拔山林，也有別於低中海拔地區，棲息地鄰近人類聚落的金黃鼠耳蝠。